# Goran Ivandić
Goran Ipe Ivandić (Vareš, 10. prosinca 1955. – Beograd, 12. siječnja 1994.) bio je bosanskohercegovački rock bubnjar poznat po svom radu s Bijelim dugmetom.
Ivandić se rodio u Varešu, u srednjoj Bosni. Kao dječak se preselio u Sarajevo. Tijekom osnovne škole pohađao je satove violine, ali se nakon završnog ispita više nije htio zamarati s tim instrumentom pa je u svom prvom sastavu svirao bubnjeve. U godinama prije Bijelog dugmeta, postao je poznat u Sarajevu po svojim bubnjarskim sposobnostima (zadnji sastav u kojem je svirao prije nego što je otišao u Bijelo dugme se zvao "Rock"), tako da ga je 1973. godine Goran Bregović pozvao u Bijelo dugme.
Sljedećih nekoliko godina je svirao u tom sastavu, a kada je 1978. Bregović otišao u vojsku, Ipe i Laza Ristovski su pokrenuli vlastiti projekt "Stižemo". S obzirom na početni uspjeh, oni napuštaju Bijelo dugme i u potpunosti se predaju novom projektu. No te iste godine je Ipe uhićen zbog posjedovanja hašiša i osuđen na tri godine zatvora. Počeo je služiti kaznu 1981. godine, a pomilovan je dvije godine kasnije. Nakon što je oslobođen, ponovno se pridružio Bijelom dugmetu i svirao u sastavu do 1989. kada se sastav raspao.
U osamdesetima je također snimio dva albuma sa svojom dugogodišnjom djevojkom Amilom, no oni nisu bili uspješni.
Nejasno je gdje je živio nakon početka rata. Većina kaže da je živio u Beogradu, ali Željko Bebek u svom intervjuu govori da je živio u Beču. Ivandić je pao sa šestoga kata hotela Metropol u Beogradu, i umro. Vjeruje se da je u pitanju samoubojstvo, iako Bebek u gore navedenom intervjuu tvrdi da ne vjeruje u to.